# 圣马丹德贝尔维尔
圣马丹德贝尔维尔（法語：Saint-Martin-de-Belleville，法語發音：[sɛ̃ maʁtɛ̃ də bɛlvil]）是法国萨瓦省的一个旧市镇，属于阿尔贝维尔区。2016年，圣马丹德贝尔维尔与市镇维拉尔吕兰合并为新市镇莱贝尔维尔，圣马丹德贝尔维尔为新市镇行政中心。

## 地名
法语人名在日常人名译名以及《世界人名翻譯大辭典》、《法语姓名译名手册》等主流人名译名类书籍资料中多译作“马丁”，不过在《世界地名翻译大辞典》、《世界地名译名词典》和《法国地图册》等主流地名译名类书籍资料中多译作“马丹”。

## 地理
圣马丹德贝尔维尔（45°22'49"N, 6°30'16"E）面积161.79 平方千米，位于法国奥弗涅-罗讷-阿尔卑斯大区萨瓦省，该省份为法国东部省份，历史上为薩伏依的一部分，北起上萨瓦省，西接伊泽尔省和安省，南部和东部与上阿尔卑斯省和意大利接壤。
与圣马丹德贝尔维尔接壤的市镇（或旧市镇、城区）包括：方丹勒皮、维拉尔吕兰、莱萨吕、莫達訥、奥雷勒、圣米歇尔-德莫里耶讷、圣让德贝尔维尔。
圣马丹德贝尔维尔的时区为UTC+01:00、UTC+02:00（夏令时）。

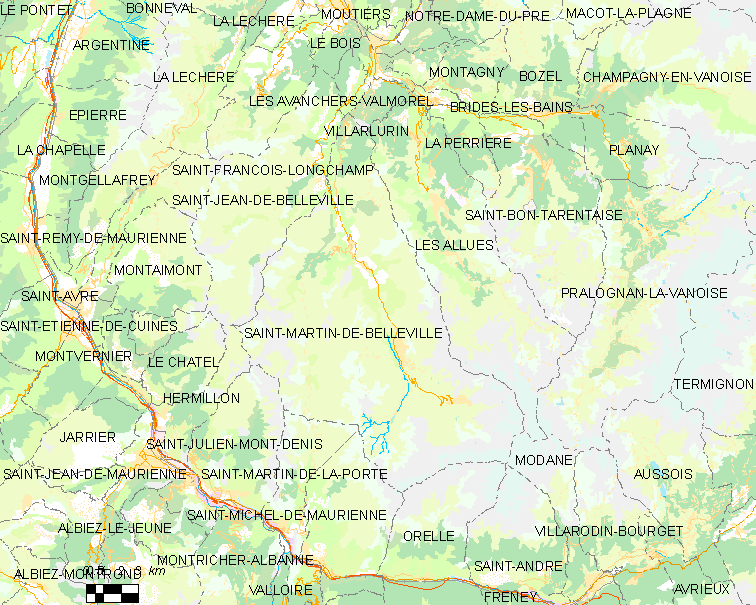
圣马丹德贝尔维尔的OSM定位图

## 行政
圣马丹德贝尔维尔的邮政编码为73440、73600，INSEE市镇编码为73257。

## 政治
圣马丹德贝尔维尔所属的省级选区为穆捷县。

## 人口

1962-2008年间圣马丹德贝尔维尔人口变化图示

圣马丹德贝尔维尔于2018年1月1日时的人口数量为2640人。